# Buddhizmus Nyugaton
A buddhizmus Nyugaton tág értelemben a buddhizmus ismeretének és gyakorlásának Ázsián kívülre eső részét jelenti.
A buddhizmus történetének több mint két és félezer éve alatt többször találkozott a nyugati civilizáció és a buddhizmus. Legelőször a selyemúton keresztül jutott el Nyugatra a buddhizmus, majd a 19. században az európai gyarmatosítók jutottak el az ázsiai buddhista országokba. A nyugati érdeklődés a buddhizmus irányában fokozatosan nőt, ahogy a rejtélyes vallásból a modern tudományokat kiegészítő tudománnyá alakult át. Kína tibeti megszállása után rengeteg buddhista mester menekült el, majd telepedett le Indián keresztül nyugati országokban.

## Története

### Hellenisztikus világ
Asóka rendeletei közül néhány megemlíti a buddhizmus terjesztése érdekében tett erőfeszítéseket a hellenisztikus világban, amely akkortájt összefüggő egységet alkotott egészen Indiáig. Ezekből világos képet kapunk a hellenisztikus területek politikai szervezeteiről: a főbb görög uralkodók neveiről, fővárosairól. Ezen állítások szerint sok uralkodó kapott buddhista hittérítést: II. Antiokhosz szeleukida uralkodó (Szeleukida Birodalom - i. e. 261–246), II. Ptolemaiosz (Egyiptom - i. e. 285–247), II. Antigonosz makedón király (Makedónia - i. e. 276–239).
"A dharma hódítását megnyertük itt, a határokon és 5400–9600 km-re innen is, ahol a görög király Antiokhosz uralkodik, azon túl, ahol a négy király Ptolemaiosz, Antigonosz, Magasz és Alexander uralkodik, ahogy délen is, ahol a Csolák, a Tamilok és a Tamraparnik (Srí Lanka) uralkodnak." (Asóka rendeletei, 13. kő bevésés, S. Dhammika).
Ezen felül, páli források szerint, Asóka néhány misszionáriusa görög buddhista pap volt, ami jól mutatja a közeli vallásos párbeszédet a két kultúra között:
"Amikor thera (idősebb) Moggaliputta, a hódító (Asóka) vallásának felvilágosítója, véget vetett a tanácskozásnak (harmadik) (...) ő előre küldte az idősebbet, egyet ide, egyet oda: (...) és Aparantakához (a "nyugati országokba" Gudzsarátnak és Szindh-nek felel meg) elküldte a göröghöz (Iona - görögül beszélő) (...)". (Mahávamsza XII).
Nem egyértelmű, hogy ezek az érintkezések milyen hatással voltak a másik félre, ám néhány szerző állítása szerint ebben az időben már elkezdődött a szinkretizmus a buddhizmus és a hellenisztikus gondolkodás között. Kimutatható buddhista közösségek jelenléte ebben a világban, főleg Alexandriában (Alexandriai Szent Kelemen szerint) és a keresztény kort megelőző terapeuta szerzetesrendjénél (valószínűleg a páli "théraváda szó torzulásából"). Ezek majdnem teljes mértékben a buddhista aszketizmusból merítettek és lehettek közöttük akár Asóka misszionáriusai közül is.
Találtak buddhista sírköveket is Alexandriában, melyeket a dharma kerékkel díszítettek. A buddhisták alexandriai jelenléte a következő következtetésre ad okot: "Később ezen a helyen hozták létre a legtöbb aktív keresztény központot".

## Grékó-buddhista kölcsönhatás (i. e. 2. század–1. század)

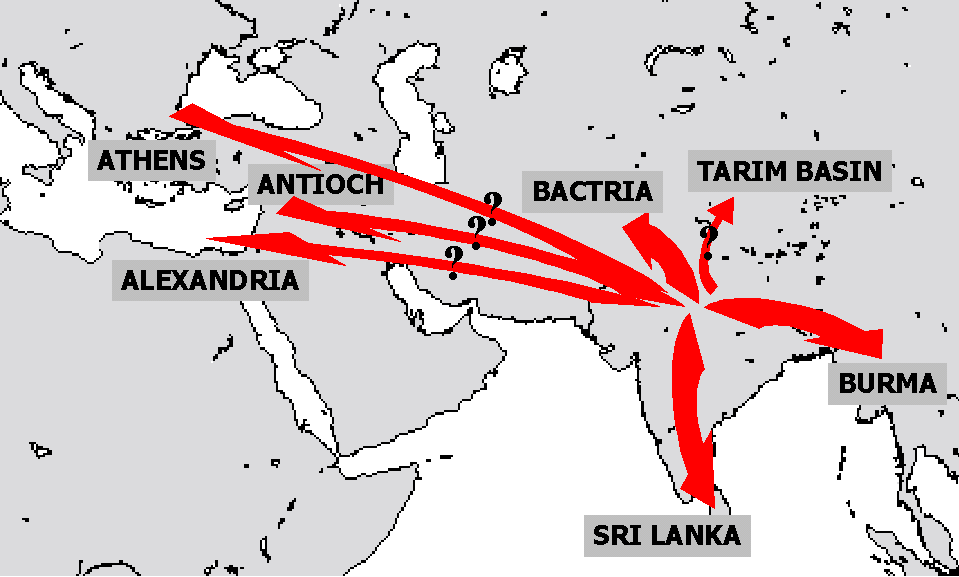
Buddhista hittérítés Asóka király idejében (i. e. 260–218).

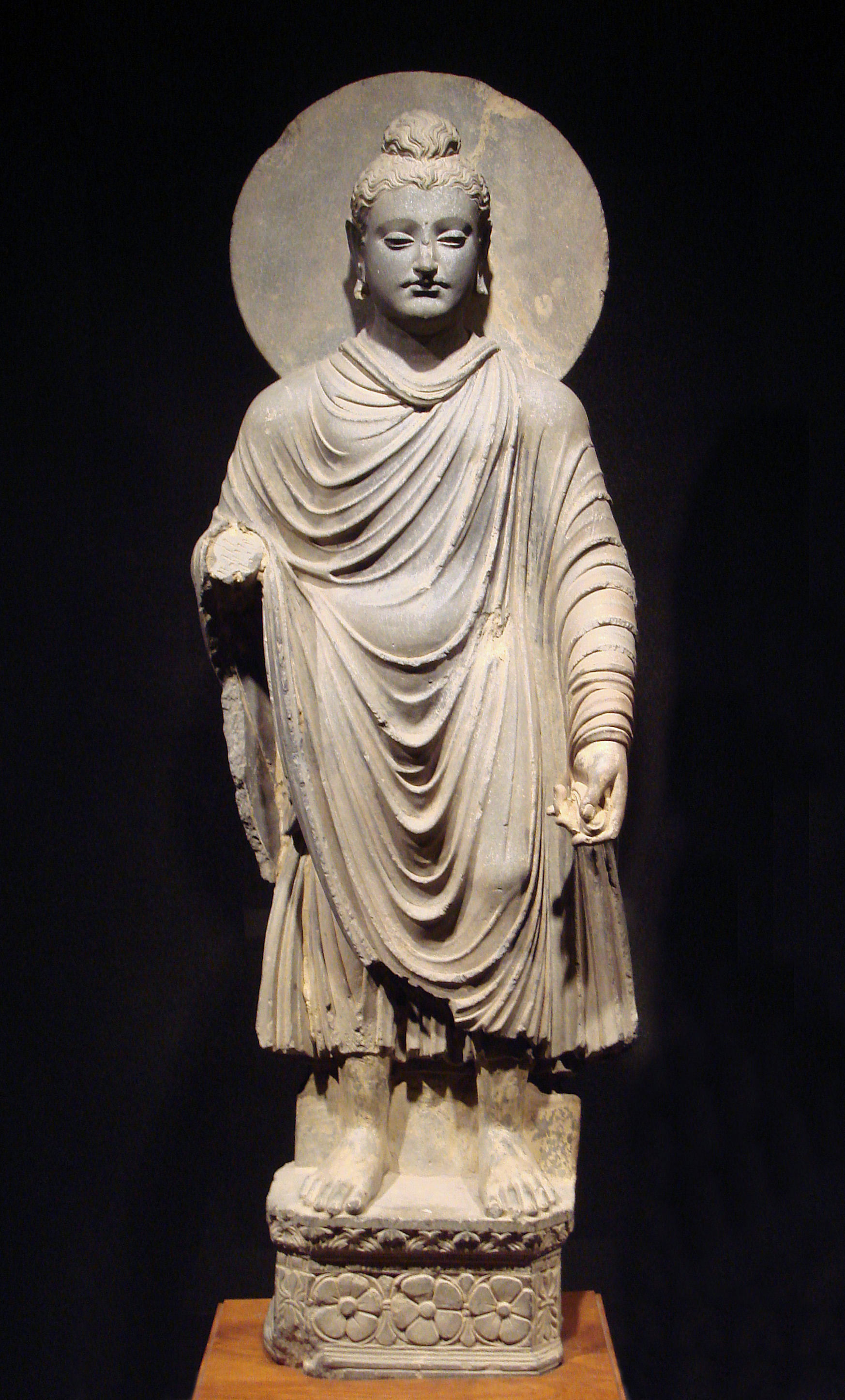
Grékó-buddhista szobor az 1-2. századból. Buddha egyik legelső ábrázolása Gandharában.

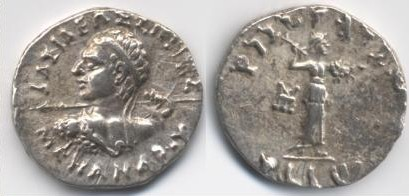
I. Menandrosz király (i. e. 160–135) ezüst drachmája.

Baktriában (ma észak Afganisztán), Indiától nyugatra, görög királyságok léteztek Nagy Sándor hódítása után, i. e. 326 környékén: először a Szeleukida Birodalom i. e. 323-tól, majd a Baktriai királyság i. e. 250-től.
I. Demetriusz baktriai király elfoglalta Indiát i. e. 180-ban egészen Pátaliputra városáig. Az újonnan alapított indo-görög királyság Észak-India számos területén létezett egész az i. e. 1. század végéig. Az indo-görög királyok uralkodása alatt virágzott a buddhizmus és állítólag az indiai megszállásuk a Maurja Birodalom megsegítése érdekében történt.
Az egyik leghíresebb királyuk, I. Menandrosz (kb. i. e. 160–135). Úgy tűnik, hogy áttért a buddhizmusra és a Mahájána hagyomány egyik védelmezőjévé vált, ahogy korábban Asóka avagy később a kusán király Kaniska. Menandrosz érméin szerepel a „megváltó király” kifejezés görögül valamint néha feltűnik a nyolcküllős kerék is. Közvetlen kulturális egymásra hatás feltételezhető Milinda-panyha dialugasa alapján I. Menandrosz és egy Nágaszéna nevű szerzetes között i. e. 160 környékén. Halála után a király maradványainak megőrzésével járó megtiszteltetésben az általa uralt városok részesültek. Ezeken a helyeken sztúpákban helyezték el a relikviákat a történelmi Buddhával párhuzamosan. A Menandroszt követő számos indo-görög király vésette bele érméjébe „A Dharma Követője” feliratot karosti írással, és „vitakra” mudrá hagyományainak megfelelően ábrázolták magukat vagy isteneiket.

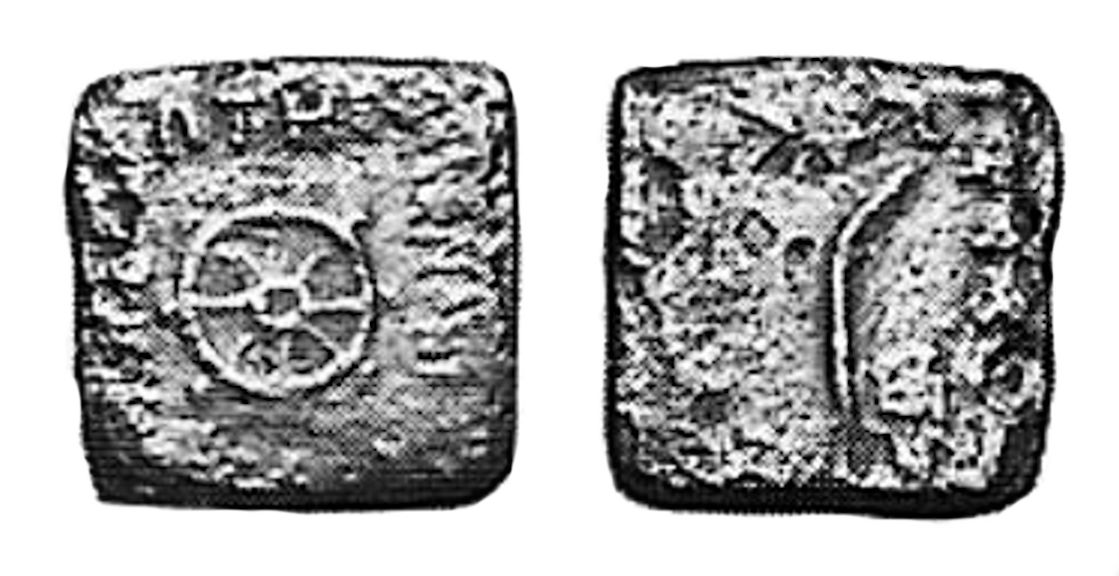
I. Menandrosz érméje egy nyolcküllőjű kerékkel és egy győzedelmi pálmaággal a hátsó oldalon (British Museum).

A görög és buddhista kultúrák találkozása ráhatással lehetett a mahájána tradícióra, ugyanis ezután ott is kifejlődött a vallás kifinomult filozofikus megközelítése és a Buddha ember-isten megközelítése, amely emlékeztet a hellenisztikus istenek képéhez. Szintén ebből az időből származik Buddha első emberformájú ábrázolása, gyakran valóságos grékó-buddhista stílusban."

### A buddhizmus és a római világ
A buddhizmus és a római világ kapcsolatát feljegyezte néhány klasszikus, keresztény író. A római történelmi krónikákban szerepel, hogy Padion, indiai király küldöttséget küldött Augustus római császárhoz i.sz. 13. környékén. A küldöttségnél egy ókori görög nyelvű diplomáciai levél volt. A küldöttségben volt az a Zarmanocsegass, meztelen indiai filozófus (sramana), aki később élve elégette magát Athénben, hogy bizonyítsa hitét. Az esemény szenzációt keltett, amelyről több beszámoló is készült. Készítettek egy sírt Zarmanocsegasz számára, amely látogatható volt Plutarkhosz idején. Tulajdonképpen az nem bizonyított, hogy ez a küldöttség buddhista volt-e.
Ez a történet bizonyíték arra, hogy jártak Nyugaton már az ókorban is buddhista országokból.

## Középkor
A 15. században egy Geleotti nevű humanista filozófus az inkvizíció elől menekülve Mátyás király udvarában lelt menedékre. Galeotti a történelmi Buddhát "indiai bölcsnek" nevezte és azt gondolta, hogy az ország fővárosát, Budát is Buddha után nevezték el.

## 19. század
A magyarok őshazáját kereső Kőrösi Csoma Sándor Afganisztánon keresztül szeretett volna Indiába utazni, hogy Tibeten át eljuthasson egészen Mongóliába. Végül a nyugat-tibeti Ladakig jutott el. A zanglai nyingmapa kolostorban több mint egy évig dolgozott és számtalan tibeti nyelvű könyvet olvasott át. 1825 júniusától egy évet töltött a thetai, gelugpa rendhez tartozó phuktáli kolostorban, majd két évvel később a Szatledzs völgyében lévő Kanam kolostorban három évig tanulmányozta a tibeti buddhista kánont. Szangye Püncog és Kunga Csöleg lámák segítségével elkészített egy Tibet történetét, földrajzát és irodalmát feldolgozó összeállítást, amelyből egy harmincezer szavas szójegyzék is összeállt.
A 19. század második felében egyre szélesebb körökből érdeklődtek Nyugaton a buddhizmus iránt.

## 20. század
A 20. században egyre több ázsiai buddhista mester keresett magának új életet Nyugaton. Sok esetben bevándorlóként vagy menekültként érkeztek de fokozatosan egyre nagyobb közönségek előtt tartottak előadásokat. Miután támogatókra leltek, új buddhista irányzatok is kialakultak, kolostorok, elvonulási központok, iskolákat és egyetemeket hoztak létre.
A buddhizmus Magyarországon hivatalosan 1951 óta létezik egyházi formában, amikor Hetényi Ernő megalapította a Buddhista Missziót a németországi Árya Maitreya Mandala buddhista rend tagjaként, amely a mahájána irányzathoz tartozik. A legelső hazai buddhista közösséget azonban már az 1890-es években megalapították Máramarosszigeten, valamint Hollósy József buddhista menedéket vett és megírta a Buddhista Kátét (1893). Ezek alapján a dharma Magyarországon több mint száztíz éve jelent meg. 1933-ban Japánban bodhiszattvaként ismerték el Kőrösi Csoma Sándort. Itthon Hollósy Józsefet a második magyar bódhiszattvának tekintik.
A hazai buddhizmusban számos irányzat képviselteti magát és mindegyik egy független intézmény saját "igazság-" és eszmerendszerrel. A különböző irányzatok egymást tolerálva és legtöbbször tisztelve élnek egymás mellett, de viszonylag kevés párbeszédet folytatnak.
Magyarországon ezidáig hét sztúpát (emlékhelyet) adtak át hivatalosan: Budapesten 2, Budakeszin, Bükkmogyorósdon (Csernelyben), Zalaszántón, Tar községben és Becskén. A zalaszántó 36 méter magas és 24 méter széles Béke-sztúpa Európa legnagyobb buddhista-szentélye.
Létezik már buddhista gimnázium (Dr Ámbédkar Iskola) és főiskola (A Tan Kapuja Buddhista Főiskola) is Magyarországon.

## Külső hivatkozások
- A buddhizmus Nyugaton – Jay Garfield
- Tibeti buddhizmus nyugaton: működik itt is?
- Buddhizmus Európában